# Campionati italiani assoluti di scherma del 1976
I Campionati italiani assoluti di scherma del 1976 sono stati organizzati dalla Federazione Italiana Scherma e si sono svolti a Rimini in Emilia-Romagna.
Nel fioretto, si sono aggiudicati i titoli dei campionati italiani Stefano Simoncelli, alla sua prima affermazione, e Giulia Lorenzoni, che ha vinto il suo quarto titolo dopo quelli del 1966, 1970 e 1974.
Il titolo della spada è andato a Nicola Granieri, che ha bissato il titolo del anno precedente.
Nella sciabola Michele Maffei ha vinto il suo secondo titolo dopo quello del 1971.
Non si sono disputati, invece, i campionati italiani a squadre.

## Podi

### Uomini
| Specialità  | Oro                | Argento | Bronzo |
| Individuali |                    |         |        |
| Fioretto    | Stefano Simoncelli | -       | -      |
| Spada       | Nicola Granieri    | -       | -      |
| Sciabola    | Michele Maffei     | -       | -      |

### Donne
| Specialità  | Oro              | Argento | Bronzo |
| Individuali |                  |         |        |
| Fioretto    | Giulia Lorenzoni | -       | -      |